# Sphaerirostris tenuicaudatus
Sphaerirostris tenuicaudatus är en hakmaskart som först beskrevs av Marotel 1889.  Sphaerirostris tenuicaudatus ingår i släktet Sphaerirostris och familjen Centrorhynchidae. Inga underarter finns listade i Catalogue of Life.